# Un preview
«Un preview» es una canción del cantante puertorriqueño Bad Bunny. Fue lanzado el 26 de septiembre de 2023, a través de Rimas Entertainment, como segundo sencillo de su quinto álbum de estudio Nadie sabe lo que va a pasar mañana (2023).

## Antecedentes y lanzamiento
Tras el lanzamiento de su éxitoso disco «Un verano sin ti», Bad Bunny siguió trayendo al mundo éxitos como «Where She Goes», o también la colaboración con Travis Scott y The Weeknd, «K-pop», etc. En septiembre de 2023, el cantante anunció un adelanto de la canción en su canal de WhatsApp el 20 de septiembre. El sencillo fue lanzado el 26 de septiembre de 2023 en todas las plataformas digitales, y también como adelanto de su próximo quinto álbum de estudio en solitario y sexto en general. La canción también es considerada «su última canción de 2023» ya que el cantante había anunciado que no haría música y seguiría descansando hasta 2024.

## Video musical
El video musical fue lanzado en el canal oficial de YouTube de Bad Bunny el 26 de septiembre de 2023, al mismo tiempo que el sencillo. En él, Bad Bunny aparece con un look muy sencillo, pero con algunas joyas. Mientras que al fondo se puede ver totalmente blanco en algunas ocasiones, acompañado de un Rolls Royce o un caballo mecánico.

## Posicionamiento en listas
| Lista (2023)                       | Mejor posición |
| ---------------------------------- | -------------- |
| Bolivia (Billboard)                | 22             |
| Chile (Billboard)                  | 20             |
| Colombia (Billboard)               | 19             |
| Ecuador (Billboard)                | 13             |
| Estados Unidos (Billboard Hot 100) | 65             |
| Estados Unidos (Hot Latin Songs)   | 8              |
| Global 200 (Billboard)             | 13             |
| Italia (FIMI)                      | 93             |
| Países Bajos (Single Tip)          | 29             |
| Perú (Billboard)                   | 20             |
| Suiza (Schweizer Hitparade)        | 33             |